# Vivant (parti politique)
Pour les articles homonymes, voir Vivant.

Logo alternatif depuis 2024

Ancien logo du parti de 2009 à 2024

Vivant, en forme longue Voor Individuele Vrijheid en Arbeid in een Nieuwe Toekomst (en français : « Pour la liberté individuelle et le travail dans un nouvel avenir ») est un parti politique belge fondé en 1997 par l'entrepreneur milliardaire Roland Duchâtelet. Le 6 février 2007, Vivant fusionne en Flandre avec le parti libéral Vlaamse Liberalen en Democraten, devenu par la suite Open VLD, mais reste actif sous son nom en communauté germanophone.

## Positions politiques
Le programme de Vivant propose notamment l'instauration d'un revenu de base pour chaque citoyen en remplacement de la sécurité sociale. Le parti propose également d'alléger la fiscalité sur le travail et de la remplacer par taxe sociale supplémentaire sur les produits. Cette mesure repose sur l'idée que c'est le consommateur qui paie et non le producteur, créant ainsi une proportionnalité entre les contributions d'une personne à la communauté et le montant qu'elle dépense. 
Le parti veut introduire le référendum d'initiative citoyenne qui serait contraignant pour les décideurs. De nombreuses propositions concrètes de Vivant sont liées à un référendum et la promotion d'une démocratie directe tant que possible. 
La stimulation de l'économie de proximité, la protection de l'environnement et la garantie de l'égalité des chances (y compris sur le plan financier) font partie de ses principes directeurs. Le parti se qualifie donc à la fois de libéral et de progressiste. 

## Résultats électoraux
Si Vivant a beaucoup fait parler de lui lors de sa création[réf. souhaitée], les scores électoraux restent limités dans les tranches des 1 à 2%.
Ainsi, le parti a récolté 6 431 voix (1,8 %) à Bruxelles lors des élections régionales belges de 1999, portant au Parlement de la Région de Bruxelles-Capitale le député Albert Mahieu. Aux élections législatives fédérales belges de 1999, il recueille 130 716 voix (2,1 %), résultat insuffisant pour obtenir un élu. Il va retomber à 1,2 % en 2003.
En juin 2004, pour les élections régionales de Bruxelles-Capitale, Vivant s'est associé au Vlaamse Liberalen en Democraten (le parti libéral flamand) pour former un cartel électoral VLD-Vivant, ce qui lui a valu d'être représenté au parlement bruxellois. Ce rapprochement a été encouragé par l'introduction d'un seuil électoral fixé à 5% qui était difficilement atteignable pour Vivant. Les partisans bruxellois francophones de Vivant se sont vu proposer de voter pour un parti néerlandophone, ce qui est loin d'être anodin et n'a pas fait l'unanimité en leur sein[réf. nécessaire].
En revanche, en Communauté germanophone de Belgique, Vivant a doublé son score de 1999 et récolté 7,34 % des voix. Ce qui lui a permis d'avoir deux élus au Parlement de la Communauté.
Le 16 mars 2006, Nele Lijnen est devenue sénatrice.
En 2007, l'aile flamande du parti est absorbé au sein de l'OpenVLD et en 2010, l'aile Wallone du parti ne présente plus qu'une liste au Sénat.
Le parti continue à se présenter en son nom propre en communauté germanophone. Aux élections de 2024 il obtient 4 sièges.

### Parlement de la Communauté germanophone
| Année | %     | Sièges | Position | Gouvernement |
| ----- | ----- | ------ | -------- | ------------ |
| 1999  | 3,33  | 0 / 25 | 6e       | Opposition   |
| 2004  | 7,34  | 2 / 25 | 6e       | Opposition   |
| 2009  | 7,16  | 2 / 25 | 6e       | Opposition   |
| 2014  | 10,62 | 2 / 25 | 5e       | Opposition   |
| 2019  | 14,81 | 3 / 25 | 4e       | Opposition   |
| 2024  | 14,23 | 4 / 25 | 3e       | Opposition   |

### Parlement flamand
| Année | %     | Sièges   | Gouvernement        |
| ----- | ----- | -------- | ------------------- |
| 1995  | 0,89  | 0 / 124  | extra-parlementaire |
| 1999  | 2,01  | 0 / 124  | extra-parlementaire |
| 2004  | 19,79 | 25 / 124 | Leterme, Peeters I  |